# Павел Кръстев (Смилево)
Вижте пояснителната страница за други личности с името Павел Кръстев.
Павел Колев Кръстев е български революционер, деец на Вътрешната македоно-одринска революционна организация.

## Биография
Кръстев е роден в 1871 година в Смилево, Битолско в Османската империя, днес Северна Македония. Работи като гребенар и става касиер на революционния комитет в родното си село. През Илинденско-Преображенското въстание е войвода на чета от 26 души, а след въстанието е заловен и осъден на смърт. Кръстев е амнистиран в 1904 година. Взема участие в Балканската война.
Умира в 1941 година в Битоля.